# Liam Donnelly
Liam Donnelly (Burlington, 17 de mayo de 1999) es un deportista canadiense que compite en triatlón. Ganó  una medalla de bronce en los Juegos Panamericanos de 2023, en la prueba de relevo mixto.

## Palmarés internacional
| Juegos Panamericanos | Juegos Panamericanos | Juegos Panamericanos | Juegos Panamericanos |
| Año                  | Lugar                | Medalla              | Prueba               |
| -------------------- | -------------------- | -------------------- | -------------------- |
| 2023                 | Santiago (Chile)     | Medalla de bronce    | Relevo mixto         |